# Paul Müller-Zürich
Paul Müller-Zürich (født 19. juni 1898 i Zürich, død 21. juli 1993 i Luzern, Schweiz) var en schweizisk komponist, dirigent, organist, lærer og formand.
Müller-Zürich studerede komposition på Musikkonservatoriet i Zürich hos bl.a. Volkmar Andreae. Han studerede herefter videre i Paris. Underviste som lærer i komposition på Musikkonservatoriet i Zürich og dirigerede mange orkestre i Schweiz. Müller-Zürich har skrevet 4 symfonier, 3 sinfoniettaer, orkesterværker, kammermusik, koncertmusik, strygerværker, vokalmusik etc. Han var en af de betydelige og indflydelsesrige komponister i Schweiz i begyndelsen af det 20. århundrede. Müller-Zürich var også formand for den Schweiziske Komponistforening.

## Udvalgte værker
- Lille Symfoni i (1920) - for orkester
- Symfoni nr. 1 (1944) - for strygeorkester
- Symfoni (1947) - For orkester
- Symfoni nr. 2 (1953) - for strygeorkester og fløjte
- Sinfonietta nr. 1 (1963) - for orkester
- Sinfonietta nr. 2 (1964) - for orkester
- Sinfonietta nr. 3 (1972-1987)- for orkester
- Koncert (1958-1959) - for 2 violiner, cembalo og orkester